# Kent Robin Tønnesen

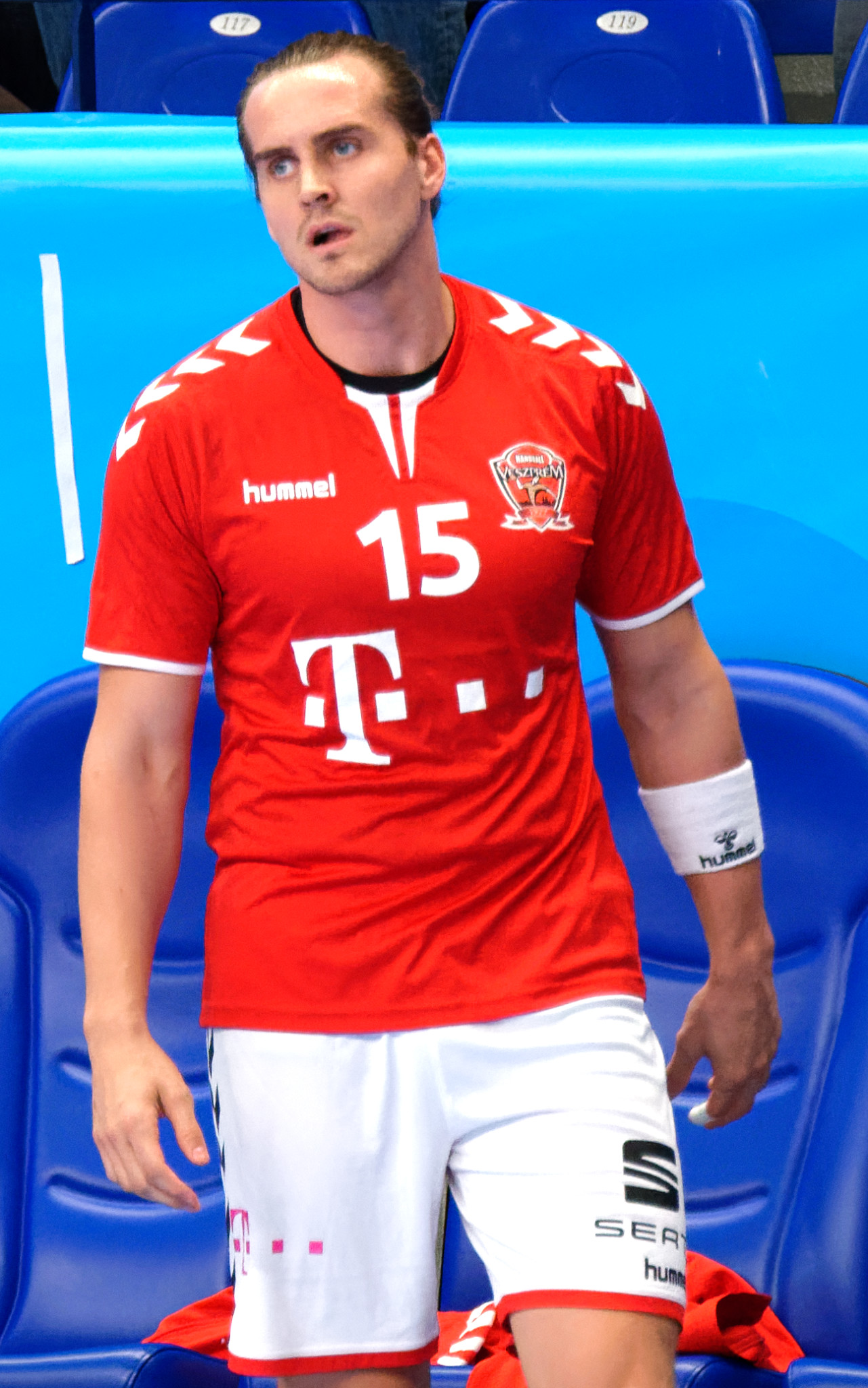
Kent Robin Tønnesen med Telekom Veszprém, 2017.

Kent Robin Tønnesen, född 5 juni 1991 i Partille i Sverige, är en norsk handbollsspelare (högernia). Han har spelat 130 landskamper och gjort 326 mål för Norges landslag, och tagit två VM-silver, vid VM 2017 och VM 2019.

## Klubbar
- Rælingen HK
- Fjellhammer IL (–2009)
- Haslum HK (2009–2012)
- IK Sävehof (2012–2013)
- HSG Wetzlar (2013–2015)
- Füchse Berlin (2015–2017)
- Veszprém KC (2017–2021)
- SC Szeged (2021–2023)
- Paris Saint-Germain HB (2023–)

## Meriter
- EM 2012 i Serbien: 13:e
- EM 2014 i Danmark: 14:e
- EM 2016 i Polen: 4:a
- VM 2017 i Frankrike:  Silver
- EM 2018 i Kroatien: 7:a
- VM 2019 i Danmark och Tyskland:  Silver